# Hemioedema spectabilis
Hemioedema spectabilis is een zeekomkommer uit de familie Cucumariidae.
De wetenschappelijke naam van de soort werd in 1883 gepubliceerd door Hubert Ludwig.